# خطوط دوچرخه‌سواری در تهران
خطوط دوچرخه سواری در تهران، راه‌های ویژه عبور دوچرخه در تهران هستند که از جملهٔ راه‌های ترابری درون‌شهری در این شهر به حساب می‌آیند. معاون حمل و نقل و ترافیک شهرداری تهران از تعریف شبکه دوچرخه سواری برای همه مناطق شهرداری خبر داده‌است و در طرح جامع حمل و نقل و ترافیک تهران، احداث حدود ۳۶۰ کیلومتر خط دوچرخه سواری پیش‌بینی شد و جاهایی که امکان جداسازی مسیر نباشد، مسیرهای عبور دوچرخه را با علایم و نشانه‌ها جداسازی می‌کنند تا دوچرخه‌ها نیز مانندِ سایر وسایل نقلیه بتوانند در شهر به راحتی تردد کنند؛ و در معابر شریانی درجه دو دوچرخه باید بتواند مثل بقیه وسایل نقلیه به راحتی در شهر تردد کند. همچنین بنا بر این است که علاوه بر احداث مسیرهای دوچرخه سواری در برخی از معابر پارکینگ‌هایی را نیز برای افرادی که با دوچرخه شخصی خود در سطح شهر تردد می‌کنند، فراهم گردد تا رفت‌وآمد برای راکبان دوچرخه آسان‌تر شود.
در حالی که راهنمایی و رانندگی تهران بزرگ، مجوز تردد در خطوط ویژه را برای «افراد خاص» صادر می‌کند، در اقدامی اعلام کرد که تردد دوچرخه در این خطوط ممنوع است، در این زمینه معاون اجتماعی پلیس راهور تهران بزرگ در گفتگو با باشگاه خبرنگاران جوان اظهار داشت اعمال محدودیت تردد برای دوچرخه‌ها به علت افزایش تصادفاتی استکه یک طرف آن‌ها دوچرخه سواران بوده‌اند، در نتیجه جا دارد مدیریت شهری تهران در خصوص نیازِ بجایِ شهروندان، در جهت استفاده از مسیر ویژه دوچرخه‌سواران در سطح معابر چاره اندیشی و اقدام نماید. این موضوع گلایه شهروندان تهرانی را در پی داشته‌است، بسیاری معتقدند که راهنمایی و رانندگی نباید برای «اشخاص» نیز مجوز تردد صادر کند.

## برنامهٔ سوم توسعهٔ شهر تهران
ایجاد کریدورهای پیاده‌روی و دوچرخه‌سواری بین پارک‌ها از جملهٔ پیشنهادات برای اجرا در برنامهٔ سوم توسعهٔ شهر تهران بود که با وصل کردن پارک‌ها به یکدیگر، و ایجاد کریدورهای مناسب، شهروندان تهرانی خواهند توانست بخش قابل توجهی از رفت‌وآمدهای درون‌شهری خود را با دوچرخه انجام دهند.
احداث خطوط دوچرخه‌سواری در اطراف یا داخل پارک‌ها (مانند پارک لاله تهران) استفاده از دوچرخه را برای شهروندان جذاب‌تر می‌کند. برای نمونه، پیشنهاد شد در مسیر۲۷ کیلومتری دهکدهٔ فرحزاد به امتداد رودخانهٔ فرحزاد به بوستان نهج‌البلاغه به پارک پردیسان به برج میلاد به بوستان گفتگو به دانشگاه تهران به دانشگاه امیرکبیر به بوستان دانشجو به کاخ مرمر به پارک شهر به بوستان رازی و بوستان ولایت، مسیر دوچرخه‌سواری و پیاده‌روی ایجاد گردد، که در هنگام پیشنهاد این طرح ۱۵ کیلومتر از این مسیر، از پیش بوستان یا فضای سبز بوده‌است و ۶ کیلومتر آن نیز که در بوستان‌های نهج‌البلاغه و پردیسان و لاله قرار دارد از قبل خط دوچرخه‌سواری دارد. در این راستا پیشنهاد شد که شبکهٔ دوچرخه‌های اشتراکی نیز توسط شهرداری تهران شکل بگیرد.

## مزایای استفاده از دوچرخه در ترابری درون‌شهری
دوچرخه به عنوان وسیله نقلیه ای بدون داشتن آلودگی هوا و آلودگی صوتی می‌تواند ورزش مناسبی به‌شمار آید. در واقع دوچرخه سواری علاوه بر اینکه می‌تواند برای شخص دوچرخه سوار مفید باشد می‌تواند به داشتن جامعه ای سالم و با نشاط و داشتن هوایی پاک نیز کمک کند.